# Bolborhachium richardsae
Bolborhachium richardsae is een keversoort uit de familie cognackevers (Bolboceratidae). De wetenschappelijke naam van de soort werd in 1890 gepubliceerd door Thomas Blackburn.